# Ding Qiao
Ding Qiao (chino= 丁桥), es un actor chino.

## Biografía
Se entrenó en el Conservatorio de Música de Tianjin.

## Carrera
En el 2018 se unió al elenco recurrente de la popular serie china Ruyi's Royal Love in the Palace donde dio vida a Aisin-Gioro Yonghuang, el Príncipe Ding, el hijo del Emperador Qianlong (Wallace Huo) e hijo adoptivo de Ula-Nara Ruyi (Zhou Xun), que termina convirtiéndose en una persona ambiciosa por el trono y poder, luego de ser manipulado por la consorte Jin Yuyan (Xin Zhilei).
El 14 de diciembre del 2019 se unió al elenco principal de la serie Dreaming Back to the Qing Dynasty (梦回大清) donde interpretó al Príncipe Aisin Gioro Yinzhen, el 4.º. hijo del Emperador Kangxi (Liu Jun), hasta el final de la serie el 23 de enero del 2020.
En el 2020 se unirá al elenco recurrente de la serie Twelve Legends (十二谭) donde dará vida a Jia Beile.

## Filmografía

### Series de televisión
| Año             | Título                              | Personaje                      | Notas        |
| --------------- | ----------------------------------- | ------------------------------ | ------------ |
| 2020 - presente | Cyrano Agency                       | -                              |              |
| 2020 - presente | Twelve Legends                      | Jia Beile                      |              |
| 2019 - 2020     | Dreaming Back to the Qing Dynasty   | Príncipe Aisin-Gioro Yinzhen   | 40 episodios |
| 2018            | Battle Through the Heavens Season 1 | Mo Cheng                       |              |
| 2018            | Ruyi's Royal Love in the Palace     | Príncipe Aisin-Gioro Yonghuang |              |

### Películas
| Año  | Título                       | Personaje                    | Notas                             |
| ---- | ---------------------------- | ---------------------------- | --------------------------------- |
| 2018 | Unserious Hero               | Nieto de An Teng (de adulto) | junto a Yan Tongyi y Okamura Biyi |
| 2018 | How to Train Your Girlfriend | -                            |                                   |
| 2017 | Stop Running, Officer        | -                            |                                   |

### Revistas / sesiones fotográficas
| Año  | Título          | Notas                                                   |
| ---- | --------------- | ------------------------------------------------------- |
| 2020 | Men’s Uno Young | junto a Wang Anyu y Li Landi - (publicación de febrero) |